# Grindon
Grindon is een civil parish in het Engelse graafschap Staffordshire met 203 inwoners.